# 朽木玄綱
朽木 玄綱（くつき とうつな）は、江戸時代中期の大名。丹波国福知山藩の第5代藩主。福知山藩朽木家6代。

## 生涯
宝永6年（1709年）9月11日、美濃国岩村藩の第3代藩主・松平乗紀の五男として誕生した。享保12年（1727年）閏1月2日、母方のおじにあたる福知山藩の第4代藩主・朽木稙治の養子となる。同年閏1月15日、第8代将軍・徳川吉宗に拝謁する。同年12月18日、従五位下・出羽守に叙任する。享保13年（1728年）11月23日、稙治の隠居により家督を継いだ。
藩政では享保17年（1732年）、享保の大飢饉が原因で、享保19年（1734年）に享保の強訴と呼ばれる騒動が起こり、藩内は混乱した。このため、米価高騰により自らの生活を最低にして出費を抑えている。また、明智光秀御霊法会を許可している（御霊祭りの開始）。さらに後継者問題でも、稙治が先に養子にしていた綱貞（稙治の甥、玄綱の従弟にあたる）の病が癒え、不和だった養父も死去したことで、綱貞を擁立する家臣一派と自らの子を擁立したい玄綱が対立した。もともと大給松平家から養子として入った玄綱には後ろ盾がなく、綱貞を養子にしたが、このことにより藩政では玄綱の発言権が弱くなった。
このように混乱続きの藩政で、玄綱の功績には文武の発展がある。享保19年（1734年）9月28日、奏者番に就任する。宝暦8年（1758年）4月7日、寺社奉行兼任を命じられた。宝暦9年（1759年）閏7月16日、奏者番兼寺社奉行を辞職した。明和6年（1769年）4月18日、日光祭礼奉行を命じられる。明和7年（1770年）8月30日に死去した。享年62。跡を綱貞が継いだ。

## 系譜
- 父：松平乗紀（1674年 - 1717年）
- 母：お久 - 宝光院、朽木稙昌娘
- 養父：朽木稙治（1665年 - 1741年）
- 正室：乾了院 - 内藤清枚娘
- 側室：お咲 - 廊了院
  - 長男：朽木舖綱（1731年 - 1787年）
- 室：華嶽院 - 浅田氏
  - 八男：松平乗保（1748年 - 1826年） - 松平乗薀の養子
- 生母不明の子女
  - 四男：松平乗純
  - 六男：牧野成音
  - 女子：浄鏡院 - 内藤政苗正室、のち間部詮央正室
  - 女子：内藤長好正室
  - 女子：柴田勝満正室
  - 女子：松平忠孝正室
  - 女子：朽木道綱正室
- 養子
  - 男子：朽木綱貞（1713年 - 1788年） - 朽木迪綱（みちつな、朽木稙昌の六男）の長男